# Kalimati (Adiwerna)
Kalimati is een bestuurslaag in het regentschap Tegal van de provincie Midden-Java, Indonesië. Kalimati telt 5577 inwoners (volkstelling 2010).